# Semjénháza, Zala
Semjénháza (în croată Pustara) este un sat în districtul Letenye, județul Zala, Ungaria, având o populație de 616 locuitori (2011).

## Demografie
Componența etnică a satului Semjénháza
     Maghiari (60,71%)
     Croați (37,74%)
     Necunoscut (0,78%)
     Germani (0,78%)
     Alții (0,78%)
Componența confesională a satului Semjénháza
     Romano-catolici (84,42%)
     Fără religie (1,46%)
     Necunoscută (14,12%)
Conform recensământului din 2011, satul Semjénháza avea 616 locuitori. Din punct de vedere etnic, majoritatea locuitorilor (60,71%) erau maghiari, cu o minoritate de croați (37,74%). Apartenența etnică nu este cunoscută în cazul a 0,78% din locuitori.  Din punct de vedere confesional, majoritatea locuitorilor (84,42%) erau romano-catolici, cu o minoritate de persoane fără religie (1,46%). Pentru 14,12% din locuitori nu este cunoscută apartenența confesională.